# ZSU-37
ZSU-37 (ros.: ЗСУ-37) – lekkie samobieżne działo przeciwlotnicze kalibru 37 mm konstrukcji radzieckiej z okresu II wojny światowej.

## Historia
Po wybuchu wojny niemiecko-radzieckiej dowództwo Armii Czerwonej doszło do wniosku, że jednostki pancerne i zmotoryzowane nie mają odpowiedniej osłony przeciwlotniczej. Postanowiono opracować lekkie działo samobieżne wykorzystujące armatę automatyczną 61-K kal. 37 mm na lekko opancerzonym podwoziu gąsienicowym. Po wypróbowaniu całej gamy podwozi, zarówno półgąsienicowych jak gąsienicowych, za najodpowiedniejsze uznano podwozie działa samobieżnego SU-76 z odkrytym przedziałem bojowym.
Produkcja seryjna działa rozpoczęła się w marcu 1945 roku. Do końca wojny dostarczono do jednostek tylko 70 sztuk. Produkcję kontynuowano do 1948 roku, w sumie wyprodukowano ok. 300 pojazdów. Według etatów działa ZSU-37 miały znajdować się na wyposażeniu dywizji zmechanizowanych (8 dział) i pancernych (4 działa), a także na szczeblu armii zmechanizowanych (24 działa). Jednak pierwsze egzemplarze ZSU-37 dotarły do jednostek zbyt późno, by wziąć udział w działaniach bojowych. Zostały zaprezentowane podczas defilady z okazji zwycięstwa na Placu Czerwonym w Moskwie w czerwcu 1945 roku.
ZSU-37 zostały wycofane ze służby w pierwszej linii w połowie lat 50. XX wieku.

## Opis konstrukcji
ZSU-37 był lekkim samobieżnym działem przeciwlotniczym zbudowanym z użyciem nieco zmodernizowanego podwozia działa SU-76M. Główne zmiany obejmowały tył kadłuba, który został zamknięty płytą pancerną oraz przedział bojowy, nakryty od góry płytą z łożyskiem oporowym, na którym osadzona była wieża z armatą 61-K. Wieża ta miała ściany grubości 15 mm i była otwarta od góry.
Napęd pojazdu stanowiły dwa sprzężone silniki gaźnikowe GAZ-202 o łącznej mocy 140 KM, nadające ZSU-37 maksymalną prędkość 45 km/h w jeździe po szosie.
Główne uzbrojenie ZSU-37 stanowiła armata przeciwlotnicza 61-K kalibru 37 mm w zmodyfikowanej wersji dostosowanej do montażu w pojazdach, o lufie długości 74 kalibrów, z zapasem amunicji wynoszącym 320 nabojów. Ręczny napęd obrotu wieży i mechanizmu podniesienia armaty utrudniał prowadzenie celnego ognia do nisko lecących celów powietrznych. Uzupełnienie uzbrojenia stanowiły dwa pistolety maszynowe PPS oraz broń osobista załogi.